# Herbert Strabel
Herbert Strabel (* 14. Oktober 1927 in Berlin; † 21. Oktober 2017 in Holzkirchen) war ein deutscher Filmarchitekt und Oscar-Preisträger.

## Leben und Wirken
Strabel begann im Jahre 1942 eine Lehre an dem von Gustaf Gründgens geleiteten Staatstheater, dem er bis zu dessen Schließung im Spätsommer 1944 angehören sollte. Im Anschluss daran wurde er eingezogen und geriet bei Kriegsende in sowjetische Gefangenschaft (Mai 1945 bis April 1949). In dieser Zeit arbeitete er zweidreiviertel Jahre als Kulissenmaler am „Dramatischen Theater“ im karelischen Pjetrosawodsk. 
Im April 1949 kehrte er nach Berlin zurück, beendete seine Ausbildung am Staatstheater und arbeitete dort noch bis 1952 als Maler. 1953 begann Strabel seine Filmtätigkeit als Kunstmaler (für Filme wie Das Bad auf der Tenne und Königin Luise), ab der zweiten Hälfte der 1950er Jahre arbeitete er regelmäßig mit dem Filmarchitekten Rolf Zehetbauer zusammen. Mit Beginn der 1960er Jahre avancierte Strabel, nunmehr in München ansässig, zum Ausstatter und schließlich zum Co-Chefarchitekten an der Seite Zehetbauers. 
Während Zehetbauer für die Entwürfe verantwortlich zeichnete, war es meist Strabels Aufgabe, diese umzusetzen. Im Zuge einer stärker international ausgerichteten, bundesdeutschen Filmlandschaft war Herbert Strabel seit den 1970er Jahren auch mehrfach an im Großraum München gedrehten, englischsprachigen Filmen beteiligt. Für seine Leistungen an dem 1971 größtenteils in München entstandenen US-Filmmusical Cabaret wurde Strabel, zusammen mit Zehetbauer und dem Berliner Kollegen Hans-Jürgen Kiebach, 1973 mit einem Oscar ausgezeichnet. Gegen Ende desselben Jahrzehnts wirkte er überdies an zwei Inszenierungen Ingmar Bergmans mit. 
Nahezu zeitgleich kamen mehrfach Aufträge vom Fernsehen hinzu. Strabel betreute dort ebenso die Bauten für literarische Stoffe und TV-Spiele wie auch die für Unterhaltungssendungen (z. B. die Dekos der alljährlichen Silvestershows). Im September 1988 zog sich Herbert Strabel ins Privatleben zurück.

## Filmografie (Kino)
- 1959: Heiße Ware
- 1960: Das große Wagnis (The Big Gamble)
- 1961: Mörderspiel
- 1961: Max, der Taschendieb
- 1962: Er kann’s nicht lassen
- 1962: Bekenntnisse eines möblierten Herrn
- 1962: Der Vogelhändler
- 1963: Meine Tochter und ich
- 1964: Das hab ich von Papa gelernt
- 1965: Lage hoffnungslos – aber nicht ernst (Situation Hopeless… But Not Serious)
- 1965: Mordnacht in Manhattan
- 1968: Die Ente klingelt um ½ 8
- 1970: Wie ein Träne im Ozean (Fernsehdreiteiler)
- 1971: Cabaret
- 1972: Der Schrei der schwarzen Wölfe
- 1972: Alle Menschen werden Brüder
- 1975: Der Edelweißkönig
- 1976: Das Schlangenei
- 1977: Despair – Eine Reise ins Licht
- 1978: Son of Hitler
- 1978: Die erste Polka
- 1978: Verstecktes Ziel (Brass Target)
- 1979: Aus dem Leben der Marionetten
- 1980: Mit dem Wind nach Westen (Night Crossing, UA: 1982)
- 1981: Lili Marleen
- 1981: Doktor Faustus
- 1982: Das As der Asse
- 1982: Die wilden Fünfziger
- 1983: Die unendliche Geschichte
- 1985: Enemy Mine – Geliebter Feind
- 1987: Ödipussi